# Chaiwat Nak-iem
Chaiwat Nak-iem (thailändisch ชัยวัฒน์ นาคเอี่ยม, * 18. Juli 1978 in Bangkok) ist ein ehemaliger thailändischer Fußballspieler.

## Karriere

### Verein
Chaiwat Nak-iem unterschrieb seinen ersten Vertrag 1998 bei dem in der Thailand Soccer League spielenden Army United in Bangkok. 1999 wurde der Verein der neugegründeten Thai Premier League zugeteilt. Bis 2016 spielte er 163 Mal für den Club und schoss dabei 20 Tore. 2017 verließ er die Army und schloss dem in der dritten Liga, der Thai League 3, spielenden Royal Thai Army FC an. Im Dezember 2017 beendete er seine Karriere als Fußballspieler.

### Nationalmannschaft
Von 2012 bis 2013 spielte Chaiwat Nak-iem dreimal in der thailändischen Nationalmannschaft.

## Erfolge

### Verein
Army United
2004/2005 – Thai Premier League Division 1 – Meister
2009 – Thai Premier League Division 1 – Vizemeister